# Château de Lignières (Charente)
Pour les articles homonymes, voir Château de Lignières.
Pour l’article ayant un titre homophone, voir Château de Lignères près de Rouillac dans le même département.
Le château de Lignières à Lignières-Sonneville (Charente) abrite la mairie.

## Historique
En 1116, un Geoffroy de Lignières est mentionné dans le cartulaire de l'abbaye de La Couronne.
En 1493, Guy Poussard obtient droit de haute justice pour sa seigneurie de Lignières.
Le château actuel a été construit au XVIIe siècle.

## Architecture
Le château est ceinturé de douves en eau.
Le corps de logis rectangulaire à un étage recouvert d'un toit à la Mansart, est flanqué de deux pavillons qui présentent une galerie de consoles à mâchicoulis sous leur toiture à pans.
Dans le brisis du toit, les cinq ouvertures sont ornées de frontons très simples.
Les façades et les toitures sont classées au titre des monuments historiques en 1977 et les cheminées du premier étage sont inscrites depuis 1973,.

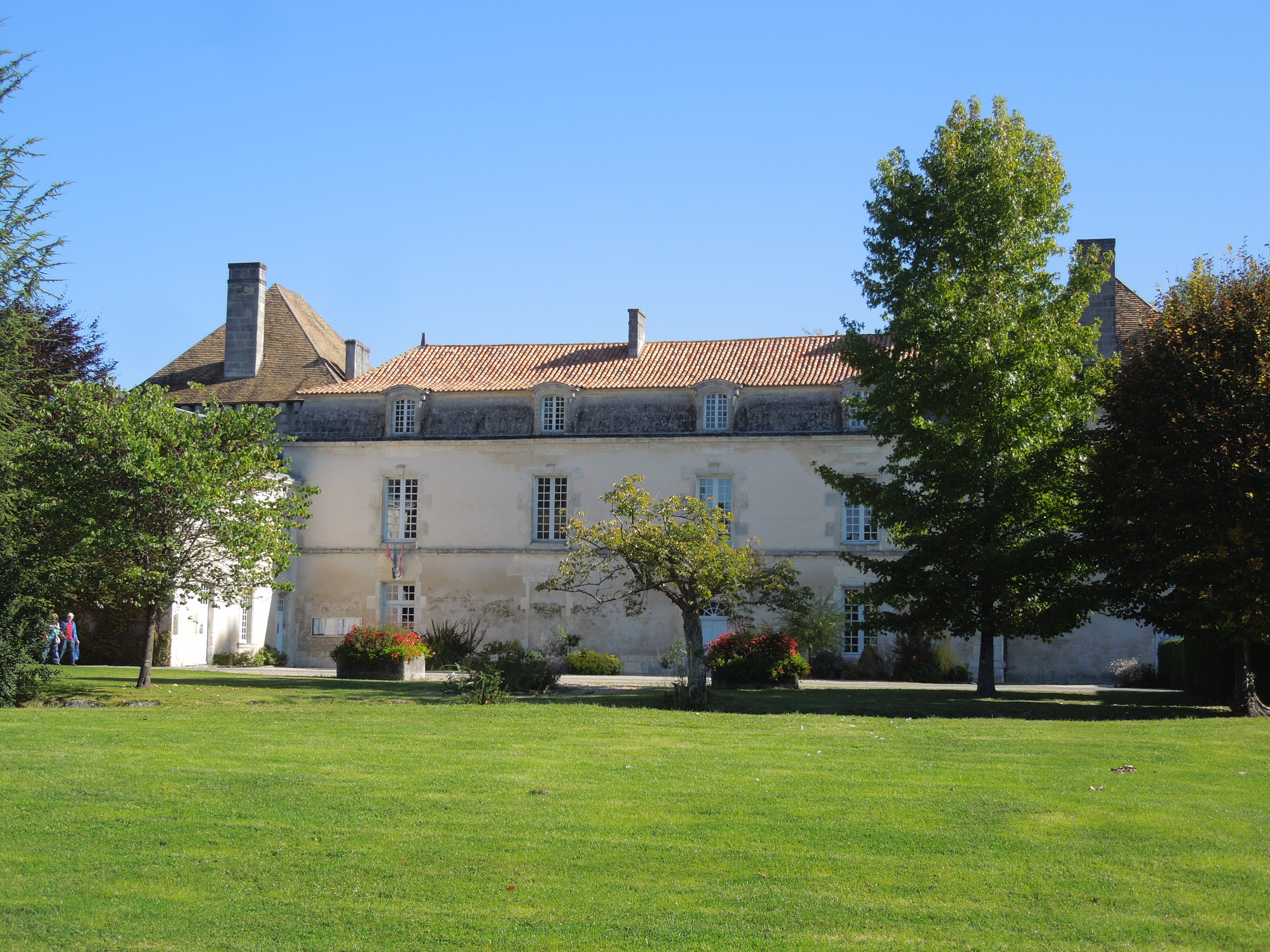
Vue de l'ouest
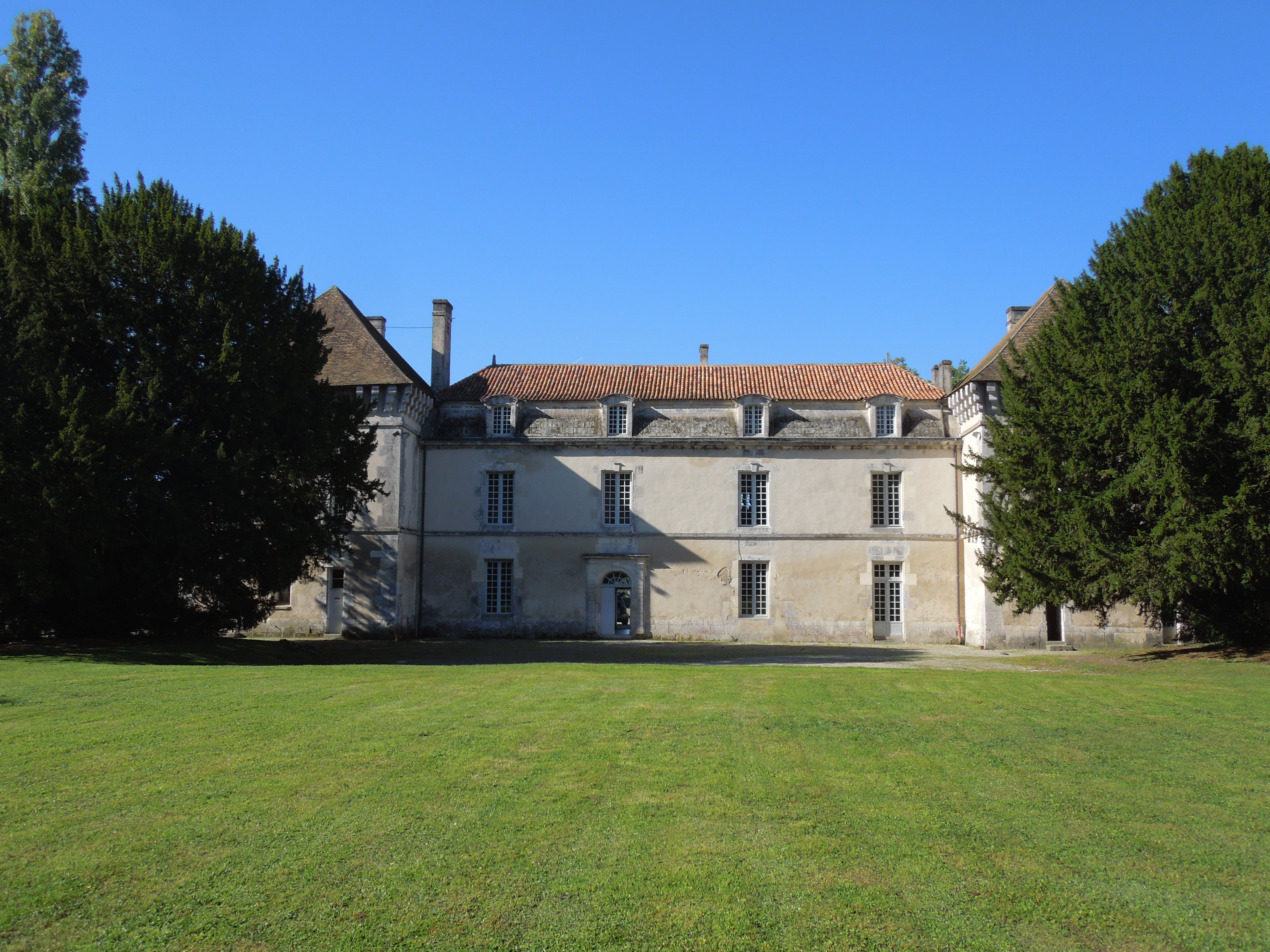
Côté est du parc
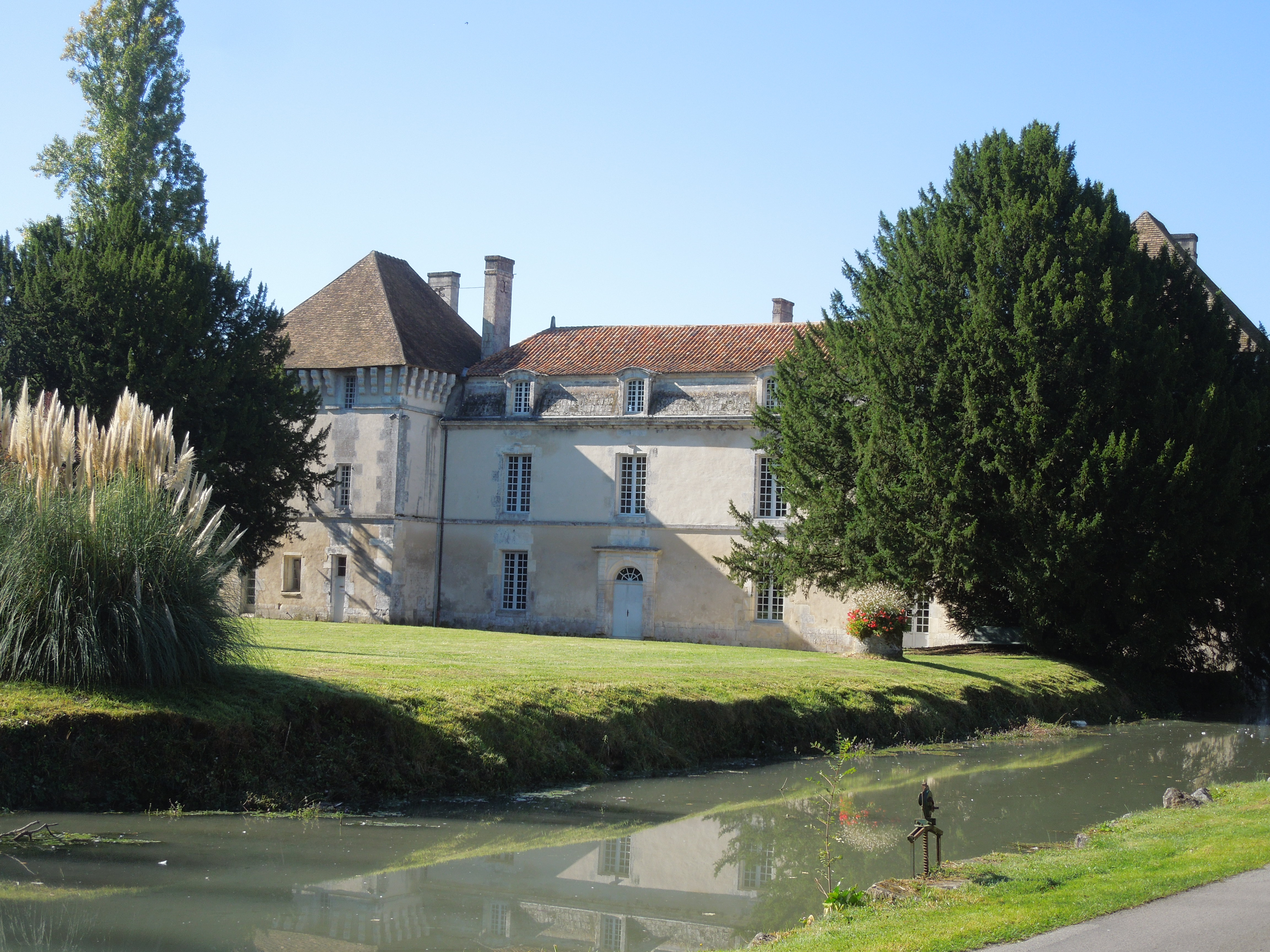
Le bassin, vue du nord-ouest
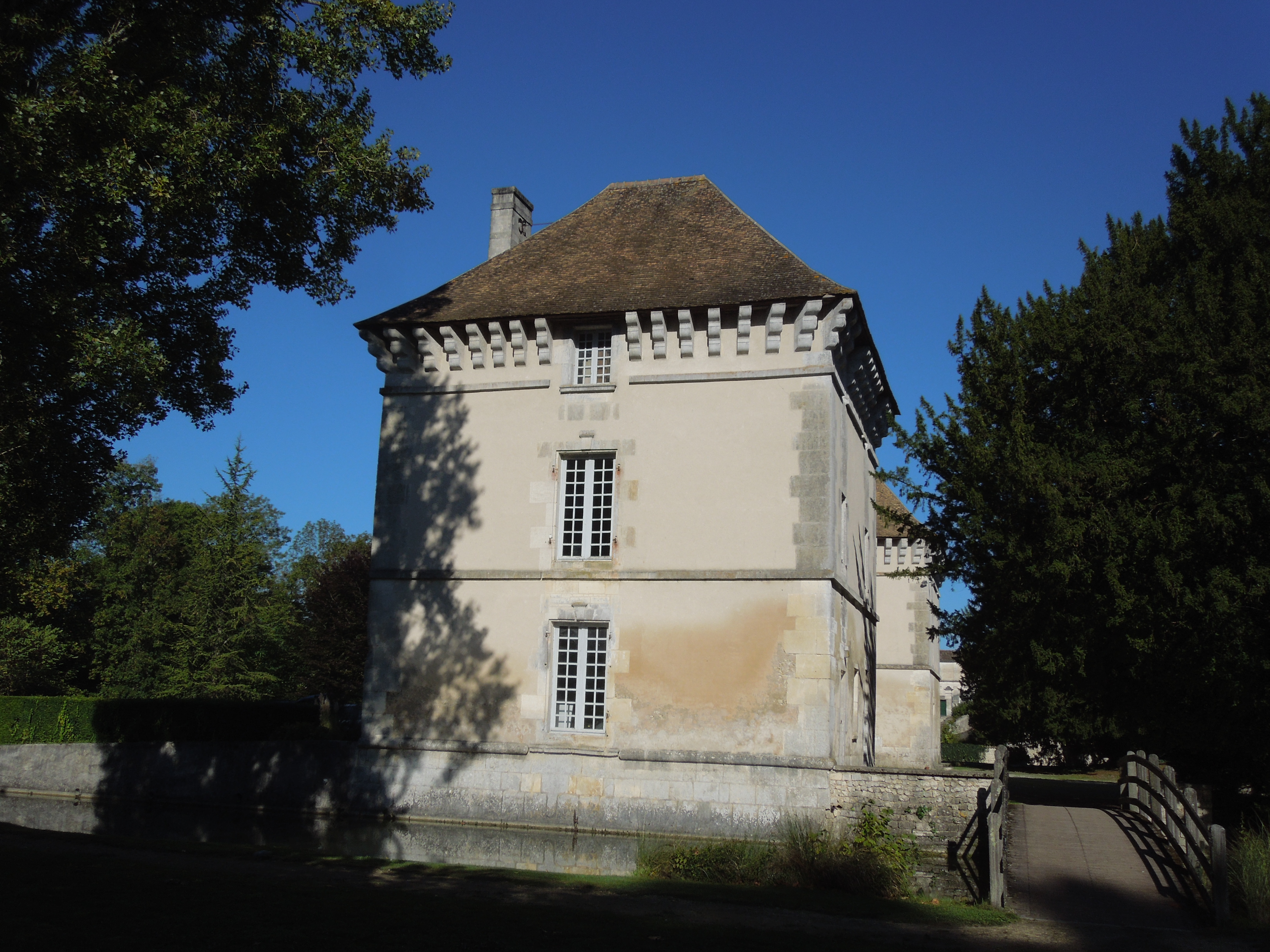
Pavillon sud
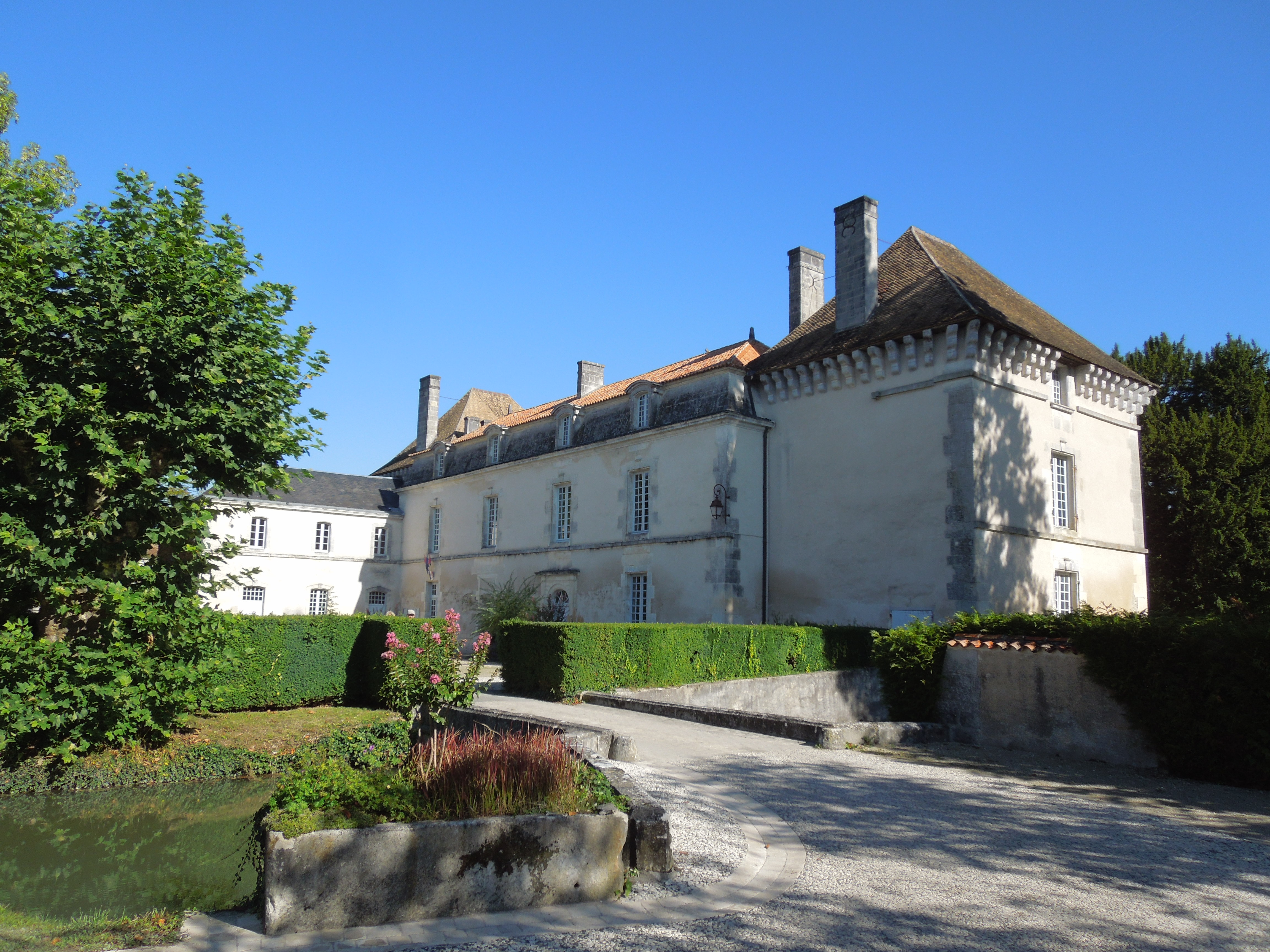
Côté ouest et douves
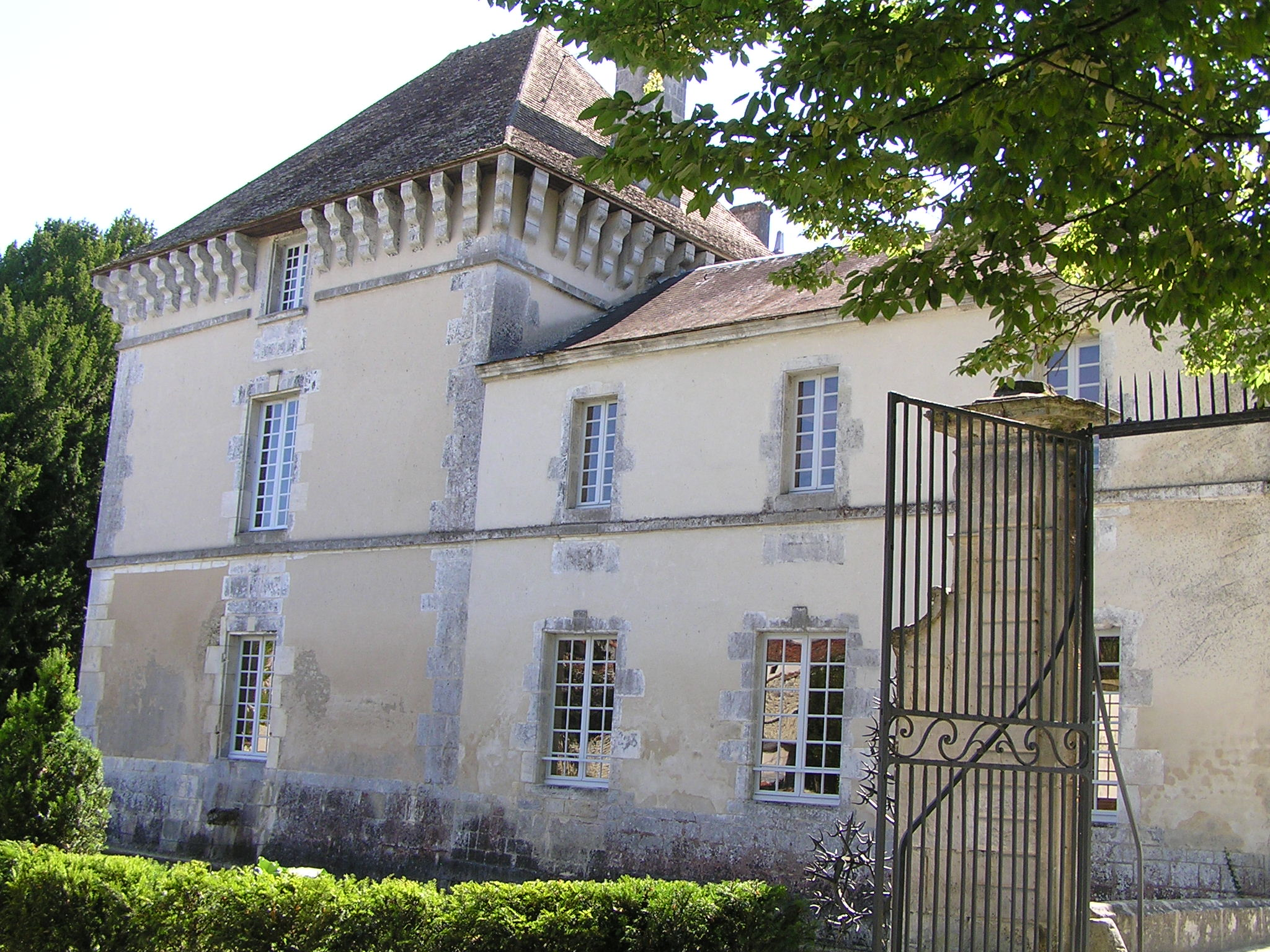
Pavillon nord